# Luca Lipani
Luca Lipani, né le 18 mai 2005 à Gênes, est un footballeur italien qui joue au poste de milieu défensif à l'US Sassuolo.

## Biographie

### Carrière en club
Né à Gênes, en Italie, Luca Lipani est formé par le Genoa CFC,, où il commence sa carrière professionnelle en championnat d'Italie de deuxième division. Il joue son premier match avec l'équipe première du club le 25 février 2023, remplaçant Milan Badelj à la 85e minute d'un match de Serie B contre la SPAL,.

### Carrière en sélection
Luca Lipani est international italien avec les équipes de jeunes, connaissant toutes les sélections à partir des moins de 15 ans.
Il est convoqué avec l'équipe d'Italie des moins de 20 ans pour participer à la Coupe du monde des moins de 20 ans qui a lieu en mai et juin 2023. Après avoir éliminé l'Angleterre,, championne d'Europe en titre, puis la Colombie, l'Italie s'impose face à la Corée du Sud en demi-finale (2-1), pour atteindre l'ultime niveau de la compétition,. En finale, les jeunes italiens s'inclinent face à l'Uruguay, après un but dans les dernières minutes du match (1-0),.
En juin 2023, il est convoqué avec l'équipe d'Italie des moins de 19 ans pour participer au Championnat d'Europe des moins de 19 ans qui a lieu en juillet. 
Après sa victoire face à l'Espagne (3-2), l'Italie atteint la finale de la compétition,, où elle s'impose 1-0 face au Portugal, son premier titre dans la catégorie en 20 ans,,,.

## Palmarès

### En club
US Sassuolo
- Championnat d'Italie de Serie B
  - Champion en 2025[21]

### En sélection nationale
Italie -20 ans
- Coupe du monde
  - Finaliste en 2023

 Italie -19 ans
- Championnat d'Europe
  - Vainqueur en 2023